# Lophomenia
Lophomenia is een geslacht van wormmollusken uit de  familie van de Pruvotinidae.

## Soorten
- Lophomenia dorsocaeca Gil-Mansilla, García-Álvarez & Urgorri, 2011
- Lophomenia spiralis Heath, 1911